# Anika Zietlow
Anika Zietlow (née le 25 décembre 1980 à Berlin) est une chanteuse allemande .

## Biographie
En 2011, elle finit à la troisième place du télé-crochet Der Wendler sucht den Schlagergott, diffusé sur RTL. Après la fin de l'émission, la chanteuse, Michael Wendler, chanteur, auteur et compositeur, et le producteur Hermann Niesig travaillent ensemble. En plus d'apparitions conjointes, le duo publie In the Heat of the Night ainsi que Miss You Lover sur l'album de Wendler, Spektakulär, sorti en 2012.
Afin de promouvoir davantage sa carrière, Zietlow signe fin 2012 avec l'agence Pool Position.
Le 26 avril 2013, le duo publie Honey Kiss sous le nom de "Michael Wendler feat. Anika". Elle sort son premier album Come Back et atteint le top 20 des ventes. Quatre mois plus tard, elle fait une version internationale et fait une tournée en Amérique.
Le 11 juillet 2014, sort son premier single solo Haltlos, Kopflos.

## Discographie
Chansons
- 2012 : In the Heat of the Night (avec Michael Wendler)
- 2012 : Miss You Lover (avec Michael Wendler)

Singles
- 2013 : Honey Kiss (avec Michael Wendler)
- 2014 : Haltlos, Kopflos

Album
- 2013 : Come Back (avec Michael Wendler)

## Source de la traduction
- (de) Cet article est partiellement ou en totalité issu de l’article de Wikipédia en allemand intitulé « Anika Zietlow » (voir la liste des auteurs).